# Скляренко, Андрей Николаевич
Андрей Николаевич Скляренко (род. 27 марта 1963 года, Запорожье, УССР, СССР) — российский художник-график, член-корреспондент РАХ (2016).

## Биография
Родился 27 марта 1963 года в Запорожье, живет и работает в Санкт-Петербурге.
В 1993 году - окончил мастерскую станковой живописи Института живописи, скульптуры и архитектуры имени И. Е. Репина, под руководством профессора, народного художника СССР Ю. М. Непринцева.
В 1999 году - член Санкт-Петербургского союза художников.
В 2016 году - избран членом-корреспондентом Российской академии художеств от Отделения живописи.
Ведет педагогическую деятельность в Санкт-Петербургской академии художеств имени Ильи Репина: с 2008 года - доцент кафедры графики, с 2011 года - проректор по учебно-воспитательной работе, заместитель председателя Ученого совета, с 2019 года - руководитель персональной учебной мастерской.

## Творческая деятельность
Основные произведения: «Спасение» (2012, холст, масло, 140*150); «Наблюдатель» (2013, холст, масло, 150*130); «Яйцо, картошка и чеснок» (2013, холст, масло, 140*90); «Ничья» (2014, холст, масло, 140*120); «Художник и модель» (2014, холст, масло, 140*120); «Тост» (2014, холст, масло, 140*90); «Прощание» (2015, холст, масло, 150*140); «Стол» (2015, бумага, акварель, 70*50); «Стул» (2015г., бумага, акварель, 70*50); «Ловушка» (2016, бумага, акварель, 70*50); «Ягодка» (2016, бумага, акварель, 70*50).
Произведения находятся в собраниях Музея-усадьбы «Ясная Поляна» (Тула), Донецкого республиканского художественного музея, Национального художественного музея в Пекине (Китай), Художественного музея в Чиквандао (Китай).
Персональные выставки: Центральный Дом художника на Крымском валу (Москва, 1997); Арт-Манеж (Москва, 1998; Санкт-Петербург, 2003); Музей-усадьба «Ясная Поляна» (Тула, 1999); галерея Goda в Амстердаме (Голландия, 2005); Голубая гостиная Санкт-Петербургского Союза художников (Санкт-Петербург, 2005); Central Libery в Пекине (Китай, 2006); Национальный Художественный музей в Пекине (Китай, 2007); Художественный музей в Чиквандао (Китай, 2017).

## Награды
- Заслуженный художник Российской Федерации (2020)[1]

Награды РАХ
- Благодарность РАХ (2021)
- медаль «Достойному» РАХ (2023)